# Utopia (serie de televisión)
Utopia es una miniserie creada y escrita por Dennis Kelly. Pertenece al género de suspense conspirativo británico. Se emitía en Channel 4 y fue estrenada el 15 de enero de 2013. Sus principales actores son Fiona O'Shaughnessy, Adeel Akhtar, Paul Higgins, Nathan Stewart-Jarrett, Alexandra Roach, Oliver Woollford y Neil Maskell. La serie cuenta con dos temporadas de seis capítulos cada una. A través de una trama basada en el suspense, aborda la cuestión de la superpoblación, llevando a la ficción las preocupaciones demográficas de Thomas Malthus.

## Sinopsis
En un foro de internet frecuentado por los amantes de los cómics, cinco usuarios se ponen de acuerdo para conocerse. Se han hecho con el manuscrito original de una novela gráfica de culto: ‘The Utopia Experiments’.  Escrita por un maníaco depresivo y psicótico y buscada a toda costa por una organización conocida como «La Red» (en inglés «The Network»). Nunca pudiendo regresar a casa, las vidas de nuestros personajes se transforman inmediatamente. Incapaces de ponerse en contacto con alguien en el exterior, viven en constante temor de ser descubiertos, a pesar desconocer completamente por qué están siendo perseguidos. Todo lo que saben es que la Red es omnipresente. Nadie sabe cuál es su plan, sólo que no se detendrán ante nada.

## Reparto

### Personajes principales
- Fiona O'Shaughnessy como Jessica Hyde, una mujer que ha estado huyendo de «la Red» desde que recuerda. Su padre creó los manuscritos de Utopía. Jessica tiene una resistencia física y psicológica casi inhumana, es también muy hábil en el uso de armas, aunque es emocionalmente inmadura y no tiene muchas habilidades sociales.
- Alexandra Roach como Becky, a punto de ser un estudiante de posgrado. Su madre murió cuando ella era joven. En su adolescencia, su padre contrajo una enfermedad misteriosa. Convencida de que hay una conspiración que rodea la muerte de su padre, conectada con el manuscrito de Utopía, está decidida a descubrir la verdad.[2] Está enamorada de Ian pero trata de alejarse de él por miedo a que su enfermedad les arruine la vida a ambos.
- Nathan Stewart-Jarrett como Ian Johnson un consultor de tecnologías de la información a mitad de sus veinte, que aún vive con su madre.[3] En la segunda temporada la Red mata a su hermano y a un compañero de trabajo y lo inculpan de sus muertes como parte de un plan para capturar a los protagonistas. Está enamorado de Becky.
- Adeel Akhtar como Wilson, un “friki” de la supervivencia y un conspiracionista. Fue interrogado y torturado por Arby y Lee (quién llega a arrancarle un ojo) sobre el paradero de Jessica. Después de verse obligados a ir tras ella, Jessica miente a Wilson sobre la seguridad de su padre, y más tarde Becky descubre que ha sido asesinado por la Red, pero esta decide no contarle nada acerca de lo ocurrido.[4] Wilson termina creyendo que la Red tiene razón y que una estirilización masiva es la única manera de salvar a la raza humana de la extinción.
- Oliver Woollford como Grant Leetham. Un afligido niño de 11 años de edad. Originalmente finge tener 24 años en el foro en el que el grupo contacta por primera vez. Grant se hace con el manuscrito de Utopía que más tarde esconde con Alicia, una chica que conoce. Más adelante le tienden una trampa y le acusan de haber cometido un asesinato masivo en una escuela por Arby y se ve obligado a emprender una huida.[5] En la segunda temporada, Grant vive escondido junto con Ian mientras todos lo creen muerto; se comporta de manera inestable debido al estrés psicológico de todo lo que le pasó en la primera temporada.
- Paul Higgins como Michael Dugdale, un funcionario senior que recientemente mantuvo una relación amorosa con Anya (Anna Madeley), una prostituta rusa que quedó embarazada. Como resultado, es chantajeado por miembros de la Red y se ve obligado a completar una serie de tareas para ellos.[6]
- Neil Maskell y Paul Ready como Arby y Lee, asesinos que trabajan para la Red, que buscan a Jessica Hyde y los manuscritos de Utopía. Lee es un psicópata funcional mientras que Arby es una "máquina de matar" que es consciente de que no tiene sentimientos pero no entiende porqué.  Wilson es torturado por Lee, pero logra escapar disparando a Lee, quién es dado por muerto (en la segunda temporada se descubre que sobrevivió pero sufrió daños irreparables en el pulmón y perdió la movilidad del brazo izquierdo). Las iniciales del nombre de Arby son reveladas más tarde como “Raisin Boy" ("Chico de las Pasas"), junto con su nombre real, que es Pietre.[7] también se descubre que es el hermano mayor de Jessica Hyde.

### Personajes secundarios
- Alistair Petrie como Geoff, un político y jefe del Departamento de salud. Jefe de Michael, él es también uno de los responsables de la red.
- Stephen Rea como Conran Letts, parte de la compañía de Ciencias biológicas de la Corvadt y aparentemente el jefe de la red.
- James Fox como el asistente de Letts, aparente jefe de industrias Corvadt y miembro de la red.
- Ruth Gemmell como Jen, esposa de Michael.
- Emilia Jones como Alice Ward, una muchacha que Grant conoce en la escuela y en cuyo dormitorio esconde el manuscrito posteriormente. Arby mata a la madre de Alice después de intentar recuperar el manuscrito.
- Geraldine James como Milner, un agente del MI5, en cuya busca va el grupo para que les ayude.
- Michael Smiley como el detective Reynolds, un oficial de policía que hace caso omiso de la muerte de Bejan como suicidio. Cuando se ve desafiado por Wilson, se ve obligado a presentar una denuncia penal sobre él. Más tarde es asesinado por Arby.
- Mark Stobbart como Bejan Chervo, el propietario original del manuscrito de Utopía II con el que contactan Ian, Becky, Grant y Wilson para concentrar una reunión. Antes de que él pueda hacerlo, es asesinado por Arby y Lee empujado desde el balcón de su casa, suceso del que es testigo Grant.
- Simon McBurney como Donaldson, un científico al que Michael Dugdale pide ayuda.

## Episodios
1. Capítulo 1. Estrenado el 15 de enero de 2013. Cinco desconocidos, de un foro de cómics de internet, deciden quedar después de que uno de ellos consiga el manuscrito original del segundo volumen, sin publicar, de la novela gráfica de culto “Los Experimentos de Utopía”. Se encuentran a sí mismos en medio de una persecución de una organización en la sombra conocida como “La Red”, que está en busca del manuscrito y de una persona llamada Jessica Hyde, capaces de matar para conseguir acabar con ambos. Mientras tres de los miembros del foro –Ian, Becky y Wilson- se encuentran en un pub, otro –Bejan, el que consiguió el manuscrito- es asesinado por dos miembros de La Red. El único testigo de este crimen es Grant, de 11 años, el quinto miembro del foro, y cuando huye con el manuscrito, los dos asesinos emprenden su búsqueda. Ian y Becky pronto se darán cuenta de que se les ha tendido una trampa, y han sido acusados de crímenes que no han cometido, mientras que los conocimientos de hacking de Wilson atraen la atención Arby y Lee, miembros de La Red. Mientras las vidas de este trío empiezan a resquebrajarse, el mundo del funcionario Michael Dugdale también se vuelve patas arriba al ser chantajeado por La Red. En el momento en que las cosas se antojan cada vez más desesperadas para Ian, Becky y Wilson, conocen a una enigmática extraña – Jessica Hyde.[8]
2. Capítulo 2. Estrenado el 22 de enero 2013. Incapaces de volver a sus anteriores vidas, Ian y Becky se ven obligados a afrontar la terrible realidad de una vida de continua huida. Jessica Hyde se descubre a sí misma como la hija del autor del manuscrito Utopía, y ha estado la mayor parte de su vida huyendo. Ian y Jessica siguen la pista hasta un agente de la CIA encubierto, que les conduce hacia el vagabundo. Mientras tanto, Dugdale se sumerge más y más en una conspiración, ya que la misteriosa y siniestra Red muestra tener infiltrados en la mayoría de las agencias de inteligencia del gobierno. El episodio acaba con Grant uniéndose finalmente al grupo, habiendo dejado su mitad del manuscrito con una joven chica que ha conocido recientemente llamada Alicia.[9]
3. Capítulo 3. Estrenado el 29 de enero de 2013. El grupo siente todo el peso del poder de La Red cuando Grant es acusado, como una trampa, de un asesinato en masa en su colegio. Sin ningún sitio al que ir, se ven obligados a hacer un nuevo aliado, un agente del MI5 llamado Milner. Arby obtiene la localización de Alice, la chica a quien Grant dejó el manuscrito, y se produce un enfrentamiento.[10]
4. Capítulo 4. Estrenado el 5 de febrero de 2013. El grupo hace uso de una casa de campo abandonada. Intentando descifrar el significado secreto del manuscrito, se dan cuenta de que un productor de alimentos global puede estar implicado en la propagación de una nueva enfermedad, y que pretenden comercializar una cura que sólo funciona en perfiles genéticos y razas específicos. Mientras tanto, Alice está al borde de descomponerse buscando una explicación a la muerte de su madre, y la relación entre Ian y Becky se profundiza. El intento de Dugdale de chantajear a la red fracasa, y debe decidir entre abandonar su persecución a La Red o salvar su matrimonio. El grupo visita a un hombre con conexiones con La Red, tratando de extraerle información, pero la situación se vuelve amarga cuando Alice lo mata de un disparo, creyendo que es el responsable de la muerte de su madre.[11]
5. Capítulo 5. Estrenado el 12 de febrero de 2013. El grupo intenta conseguir información de su nuevo rehén, Letts, quien detalla el plan de La Red. El camello de Becky la pone en una situación difícil cuando pide el manuscrito a cambio de futuras drogas, lo que la pone en un dilema. Ian, Grant y Alice dan las vacunas a Dugdale confiando en que les ayudará, pero Grant es arrestado cuando Dugdale opta por llamar a la policía.[12]
6. Capítulo 6. Estrenado el 19 de febrero de 2013. El asistente de Letts intenta extraer el código de Grant para Janus. Dugdale se da cuenta de que ha estado siendo engañado por Anya, quien es una agente de La Red, y se une al grupo para intentar evitar que se haga uso de la vacuna prendiéndole fuego a los suministros. Mientras que el grupo piensa que Mr Rabbit es el asistente de Letts, Wilson y Jessica se ponen en marcha para asesinarlo, pero Wilson se vuelve contra Jessica al creer que el objetivo de la Red es justo; Grant mata al asistente de Lett e interrumpe a Wilson, dando tiempo a Jessica a acuchillarlo y escapar junto a Grant. Con la vacuna destruida y Mr. Rabbit muerto, el grupo se separa –Alice se va con Dugdale; Becky, Ian y Grant planean escapar a las Tierras Altas de Escocia; y Jessica llevará el manuscrito a Milner. En la estación de tren, Becky sufre un ataque, uno de los síntomas de que el síndrome empieza a hacer efecto, y distrae a los demás para coger el tren sola. Ian y Grant se quedan desconcertados en la estación. Durante su encuentro con Milner, Jessica se da cuenta de que Mr. Rabbit era en realidad Milner, y escapa al tejado para quemar el manuscrito. Milner dispara a Jessica en la pierna para prevenir su huida y le dice que el manuscrito era sólo una herramienta para atraer a Jessica a La Red, y que su padre había escondido el virus Janus en “su mejor logro”- la misma Jessica.[13]

## Emisión
El 9 de octubre de 2014, Channel 4 anunció la cancelación de la serie alegando que necesitaban espacio en la parrilla de programación para nuevas series. HBO, de la mano de David Fincher iba a encargarse de hacer un remake tras haber comprado los derechos, pero por disputas de presupuesto se acabó abandonando.

## Crítica y Audiencia
"Un trabajo de imaginación brillante, un laberíntico y turbio thriller conspiracionista que te atrapa desde su primera secuencia (...) todo con un toque muy contemporáneo; es definitivamente una pesadilla del siglo XXI."  Sam Wollaston, The Guardian.
"Tiene un comienzo oscuro, tentadoramente misterioso, con mentalidad seria pero a veces incluso con tiernas observaciones sobre nuestra época que acechan bajo la escabrosa superficie. Un verdadero placer (...). " Mark Monahan: Telegraph.
 "Utopía" es un poco de 'Misfits', una cucharada de 'La naranja mecánica', con un fuerte olor de 'Zombies party' y 'Black Mirror”  Grace Dent: The Independent.
A pesar de que Utopía despidió la primera temporada con la mitad de espectadores que el día de su estreno, bajando en un punto la audiencia de Channel 4, las impresiones positivas de la crítica y de una parte de sus fanes llevó a Piers Wenger, director de la rama de series dramáticas del canal, a anunciar que habría una segunda temporada: “Gracias a la extraordinaria creatividad de Dennis Kelly, Marc Munden y el equipo de Kudos [productora de la serie], la primera temporada de Utopía conmocionó y encantó a la crítica y a los fanes sucesivamente. [...] Nos entusiasma anunciar las próximas aventuras del ecléctico grupo de personajes de Utopía, que ya están tomando forma para ser más imaginativas, estrafalarias e intrigantemente brillantes que las primeras”. Asimismo, se lanzó la serie en DVD, que incluye documentales “tras las cámaras”, imágenes borradas, y audio comentado.

## Controversia
El organismo de regulación mediática de Gran Bretaña Ofcom recibió 44 quejas acerca de esta serie de televisión por motivos como la violencia, el lenguaje ofensivo, y la aparición de actores menores de edad en escenas de contenido adulto. De estas quejas, 37 se referían a una escena al inicio del tercer episodio en la que tiene lugar un tiroteo en un colegio de educación primaria. Este capítulo se emitió un mes después de la Masacre de la Escuela Primaria de Sandy Hook. La madre de uno de los niños que aparecían en la escena causante de esta controversia, defendió la emisión del contenido y aseguró que su hijo siempre pudo diferenciar entre ficción y realidad. A su vez, un portavoz de Channel 4 respondió a estas quejas: “Channel 4 pensó detenidamente en continuar con la emisión planeada de Utopía. Este drama no está, de ninguna manera, basado en eventos reales, y las escenas en las que aparece violencia están justificadas editorialmente en el contexto de la línea narrativa. Todo el material fue minuciosamente estudiado de acuerdo con el Código de Retransmisión de Ofcom y estuvimos satisfechos de que, adecuadamente emplazado en horario no infantil a las 10pm y precedido de advertencias sobre la violencia gráfica y el duro lenguaje, podía ser emitido según lo planeado”.